# Wachenheim an der Weinstraße
Pour les articles homonymes, voir Wachenheim.
Wachenheim an der Weinstraße est une ville allemande située dans le land de Rhénanie-Palatinat et l’arrondissement de Bad Dürkheim.

## Lieux et monuments
- Le parc d'attractions et animalier Kurpfalz-Park.

## Personnalités liées à la ville
- Hans Hüttig (1894-1980), officier SS, y est mort.